# Habropogon aegyptius
Habropogon aegyptius là một loài ruồi trong họ Asilidae. Habropogon aegyptius được Efflatoun miêu tả năm 1937. Loài này phân bố ở vùng Cổ Bắc giới.